# Liste de joueurs de go
Cette page contient des caractères spéciaux ou non latins. S’ils s’affichent mal (▯, ?, etc.), consultez la page d’aide Unicode.
Cet article donne une vue d'ensemble des principaux joueurs et joueuses de go professionnels, y compris juniors, ainsi que de quelques-uns des plus prometteurs amateurs. Comme il est de coutume, leur classement le plus élevé est donné. La liste est triée selon l'année de naissance.

## Période Edo
- Hon'inbō Sansa (本因坊算砂, 1559 - 1623) 9p, fondateur de la maison Honinbo, première des quatre grandes écoles de go au Japon.
- Hon'inbō Sanetsu (本因坊道悦, 1611 - 1658) 8p, deuxième Hon'inbō.
- Hon'inbō Dōetsu (本因坊道悦, 1636 - 1727) 8p, troisième Hon'inbō.
- Hon'inbō Dōsaku (本因坊道策, 1645 - 1702) 9p, un des plus grands joueurs de la période Edo et le premier saint du go japonais ; a eu une très grande influence sur la théorie du go.
- Huang Longshi (黃龍士, 1650s - ?) le champion national chinois. Considéré comme ayant été au moins aussi fort que  Hon'inbō Dōsaku.
- Hon'inbō Dōteki (本因坊道的, 1669 - 1690) 7p, le premier prodige du go.
- Inoue Dōsetsu Inseki (井上 道節因碩, 1646 - 1719), cinquième Meijin ; compositeur du plus difficile des recueils de problèmes.
- Hon'inbō Dōchi (本因坊道知, 1690 - 1727) 8p, un disciple de Dosaku.
- Hon'inbō Chihaku (本因坊知伯, 1710 - 1733) 6p, sixième Honinbō.
- Honinbō Shūhaku (本因坊秀伯, 1716 - 1741) 6p, septième Honinbō.
- Hon'inbō Satsugen (本因坊察元, 1733 - 1788) 8p, septième Meijin et le neuvième Honinbō.
- Hon'inbo Genjō (本因坊元丈, 1775 - 1832) 8p, onzième Hon'inbō.
- Hon'inbo Jōwa (本因坊丈和, 1787 - 1847) 8p, célèbre pour la partie du sang vomi (en) contre Akaboshi Intetsu.
- Ōta Yūzo (太田雄蔵, 1807 - 1856) 7p, un ami très proche de Honinbō Shūsaku avec lequel il joua un fameux  sanjubango.
- Akaboshi Intetsu (1810 - 1835) 7p, un joueur prometteur décédé très jeune.
- Hon'inbō Shūsaku (本因坊秀策, 1829 - 1862) 7p, second saint du go japonais ; un des plus grands joueurs de l'âge d'or du go, et auteur du coup qui fit rougir les oreilles.
- Hon'inbō Shūho (本因坊秀甫, 1838 - 1886) 8p, le fondateur du Hoensha. Il enseigna le go à Oskar Korschelt.
- Hon'inbō Shūei (本因坊秀栄, 1854 - 1907) 9p, 17e, puis de nouveau 19e dirigeant de l'école Hon'inbō. Très actif et innovateur dans les années 1890.
- Hon'inbō Shūsai (本因坊秀哉, 1874 - 1940) 9p, dernier héritier du titre Hon'inbō. Il fonda la Nihon Ki-in (Association japonaise de go).

## Après 1868
- Segoe Kensaku (瀬越憲作, 1889 - 1972) 9p, fameux pour avoir amené Go Seigen et Cho Hunhyun au Japon.
- Hashimoto Utaro (橋本宇太郎, 1907 - 1994) 9p, fondateur de la Kansai Ki-in.
- Kitani Minoru (木谷実, 1909 - 1975) 9p, grand ami et rival de Go Seigen. Go et Kitani étaient l'avant-garde du Shin-fuseki  ("Nouvelle Ouverture"), une importante avancée théorique. L'enseignant le plus prolifique de tous les temps. Parmi ses élèves, on compte Kato Masao, Ishida Yoshio, Otake Hideo, Kim In, Cho Chikun, Takemiya Masaki et Koichi Kobayashi.
- Shimamura Toshihiro (島村俊廣, 1912 - 1991) 9p.
- Miyashita Hidehiro (宫下秀洋, 1913 - 1976) 9p.
- Handa Dogen (半田道玄, 1914 - 1974) 9p.
- Go Seigen (呉清源, Wu Qingyuan en chinois, 1914 - 2014) 9p, considéré comme le plus grand joueur du XXe siècle, et peut-être de tous les temps.
- Takagawa Kaku (高川格, 1915 - 1986) 9p, un des plus grands joueurs des années 1950.
- Fujisawa Hosai (藤沢朋斎, 1919 - 1993) 9p, un des plus grands joueurs des années 1960.
- Sakata Eio (坂田栄男, 1920 - 2010) 9p, parmi ses surnoms, on trouve "Sakata le rasoir", et  "Maître du myoushu" (coups exquis). Il a été longtemps le détenteur du plus grand nombre de titres, avec 64 titres de championnat.
- Kubouchi Shuchi (窪内秀知, né en 1920) 9p. Membre de la Kansai Ki-in.
- Sakai Toshio (酒井淑夫, 1920 - 1983) 6p.
- Sugiuchi Masao (杉内雅男, né en 1920) 9p, surnommé le "dieu du go" pour son attitude particulièrement sérieuse vis-à-vis du go. Membre de la Nihon Ki-in.
- Cho Namchul (조남철, 1923 - 2006) 9p, fondateur de la Hanguk Kiwon.
- Kajiwara Takeo (梶原武雄, né en 1923) 9p, l'un des "three crows".
- Sunao Satō (1924 - 2004) 9p.
- Fujisawa Hideyuki (藤沢秀行,  1925 - 2009) 9p, est Kisei honoraire, après avoir remporté le titre 6 fois d'affilée.
- Yamabe Toshiro (山部俊郎, 1926 - 2000) 9p, l'un des "three crows".
- Keizō Suzuki (1927 - 1945) 3p, l'un des "three crows".
- Kikuchi Yasuro (菊池康郎, né en 1929) 8d, le plus fameux joueur amateur au Japon.
- Ohira Shuzo (大平修三, 1930 - 1998) 9p.
- Miyamoto Naoki (宮本直毅, né en 1934) 9p. Membre de la Kansai Ki-in.
- Hashimoto Shoji (僑本昌二, né en 1935) 9p. Membre de la Kansai Ki-in.
- Koyama Yasuo (小山靖男, 1937 - 2000) 9p.
- Ando Takeo (安藤武夫, né en 1938) 9p. Membre de la Nihon Ki-in.
- Kang Cheol-min (姜哲民, 1939 - 2002) 8p.
- Tono Hiroaki (东野弘昭, né en 1939) 9p. Membre de la Kansai Ki-in.
- Kudo Norio (工藤紀夫, né en 1940) 9p, actuel président de la Fédération internationale de go (International Go Federation). Membre de la Nihon Ki-in.
- Ishii Kunio (石井邦生, né en 1941) 9p. Membre de la Nihon Ki-in.
- Rin Kaiho (林海峰, né en 1942) 9p, était l'un des étudiants de Go Seigen. Connu pour avoir gagné de nombreux titres très jeune. Membre de la Nihon Ki-in.
- Kim In (김인, 金寅, né en 1943) 9p, était l'un des meilleurs joueurs coréens avant que Cho-Hunhyeon devienne professionnel. Membre de la Hanguk Kiwon.
- Hane Yasumasa (羽根泰正, né en 1944) 9p, père de Hane Naoki.
- Manfred Wimmer (1944-1995) 2p. Membre de la Kansai Ki-In. Né en Autriche, il devint en 1978 le premier professionnel de go européen, atteignant le grade de 2p  la même année. Il a développé le Go au Kenya et à Madagascar.
- Chen Zude (陈祖德, né en 1944) 9p, est un joueur chinois actif surtout dans les années 1960 et 70. Membre de la Zhongguo Qiyuan.
- Honda Kunihisa (本田邦久, né en 1945) 9p.

## Après 1945

### Asie

#### Chine
- Nie Weiping (聂卫平, né en 1952) 9p, était l'un des meilleurs joueurs mondiaux dans les années 1980. Affilié à la Zhongguo Qiyuan.
- Liu Xiaoguang (刘小光, né en 1960) 9p. Affilié à la Zhongguo Qiyuan.
- Cao Dayuan (曹韩, né en 1962) 9p. Affilié à la Zhongguo Qiyuan.
- Ma Xiaochun (马晓春, né en 1964) 9p, est l'un des meilleurs joueurs chinois de la fin des années 1990. Affilié à la Zhongguo Qiyuan.
- Feng Yun (丰云, né en 1966) 9p, Deuxième femme à avoir atteint le rang de 9e dan. Affilié à la Zhongguo Qiyuan.
- Qian Yuping (né en 1966) 9p. Affilié à la Zhongguo Qiyuan.
- Yu Bin (俞斌, né en 1967) 9p. Affilié à la Zhongguo Qiyuan.
- Shao Weigang (邵孙维刚, né en 1973) 9p. Affilié à la Zhongguo Qiyuan.
- Chang Hao (常昊, né en 1976) 9p. Affilié à la Zhongguo Qiyuan.
- Zhou Heyang (周鹤洋, né en 1976) 9p. Affilié à la Zhongguo Qiyuan.
- Luo Xihe (罗洗河, né en 1977) 9p. 6e meilleur joueur chinois. Affilié à la Zhongguo Qiyuan.
- Wang Lei (王磊, né en 1977) 8p. 7e meilleur joueur chinois. Affilié à la Zhongguo Qiyuan.
- Ding Wei (丁偉, né en 1979) 9p. Affilié à la Zhongguo Qiyuan.
- Huang Yizhong (né en 1981) 6p. Affilié à la Zhongguo Qiyuan.
- Li Ang (李昂, né en 1981) 3p, est le coach de l'équipe jeune de Pékin. Affilié à la Zhongguo Qiyuan.
- Kong Jie (港捷, né en 1982) 9p. Affilié à la Zhongguo Qiyuan.
- Qiu Jun (邱峻, né en 1982) 9p. Affilié à la Zhongguo Qiyuan.
- Tang Li (唐莉, né en 1982) 1p. Affilié à la Zhongguo Qiyuan.
- Hu Yaoyu (胡耀宇, né en 1982) 8p. Affilié à la Qiyuan.
- Gu Li (古力, né en 1983) 9p. Affilié à la Zhongguo Qiyuan. Un des meilleurs joueurs du monde.
- Xie He (谢赫, né en 1984) 7p. Affilié à la Zhongguo Qiyuan.
- Liu Xing (刘星, né en 1984) 7p. Affilié à la Zhongguo Qiyuan.
- Wang Xi (王檄, né en 1984) 9p. Affilié à la Zhongguo Qiyuan.
- Piao Wenyao (né en 1988) 9p. Affilié à la Zhongguo Qiyuan.
- Chen Yaoye (陳耀燁, né en 1989) 9p. Affilié à la Zhongguo Qiyuan. Plus jeune 9e dan professionnel[1].
- Li Zhe (李喆, né en 1989) 6p. Affilié à la Zhongguo Qiyuan.
- Zhou Ruiyang (né en 1991) 5p, fut la plus jeune challenger pour le titre chinois Tianyuan. Affilié à la Zhongguo Qiyuan.
- Liao Xingwen (né en 1994) 4p
- Ke Jie (né en 1997) 9p. Affilié à la Zhongguo Qiyuan. Plus jeune champion du monde[1].

#### Corée du Sud
- Ha Chanseok (né en 1948) 8p. Affilié à la Hanguk Kiwon.
- Jimmy Cha (né en 1951) 4p.
- Cho Hunhyun (조훈현, 曺薰鉉, né en 1953) 9p, a longtemps été le plus fort joueur en Corée du Sud. Affilié à la Hanguk Kiwon.
- Seo Bongsoo (서봉수, 徐奉洙, né en 1953) 9p, était le principal rival de Cho Hunhyun dans les années 1980. Connu pour son impressionnante liste de secondes places dans des matchs de titres. Affilié à la Hanguk Kiwon.
- Zhujiu Jiang (江鑄久, né en 1962) 9p. Affilié à la Hanguk Kiwon.
- Rui Naiwei (芮乃伟, né en 1963) 9p, Première femme à atteindre le rang de 9e dan. Affiliée à la Hanguk Kiwon.
- Yoo Changhyuk (유창혁 ; 劉昌赫, né en 1966) 9p. Affilié à la Hanguk Kiwon.
- Cho Sonjin (조선진, né en 1970) 9p. Affilié à la Nihon Ki-In.
- Ryu Shikun (류시훈, 柳時熏, né en 1971) 9p. Affilié à la Nihon Ki-In.
- Lee Chang-ho (이창호 ; 李昌鎬, Yi Chang-ho (aussi écrit Lee Changho), né en 1975) 9p, considéré comme le meilleur joueur mondial pendant plus de 10 ans. Affilié à la Hanguk Kiwon.
- Choi Myung-Hoon (崔明勳, né en 1975) 9p. Affilié à la Hanguk Kiwon.
- An Choyoung (安祚永, né en 1979) 9p. Affilié à la Hanguk Kiwon.
- Mok Jin-seok (목진석, 睦鎭碩, né en 1980) 9p. Affilié à la Hanguk Kiwon.
- Cho Hanseung (né en 1982) 9p. Affilié à la Hanguk Kiwon.
- Lee Sedol (이세돌; 李世乭, né en 1983) 9p. Affilié à la Hanguk Kiwon. no 1 coréen et un des meilleurs joueurs du monde.
- Park Jungsang (né en 1984) 9p. Affilié à la Hanguk Kiwon.
- Hong Minpyo (né en 1984) 7p. Affilié à la Hanguk Kiwon.
- Park Seunghyun (né en 1984) 7p. Affilié à la Hanguk Kiwon.
- Choi Cheol-han (최철한, 崔哲澣, né en 1985) 9p. Affilié à la Hanguk Kiwon.
- Pak Yeong-hun (박영훈 [朴永訓] né en 1985) 9p. Plus jeune joueur à avoir atteint le rang de 9e, il est l'un des meilleurs joueurs coréens et a déjà remporté plusieurs titres. Affilié à la Hanguk Kiwon.
- Cho Hyeyeon (조혜연, 趙惠連, née en 1985) 9p. Affiliée à la Hanguk Kiwon. Une des meilleures joueuses du monde.
- Kim Dong Hee (né en 1985) 3p. Affilié à la Hanguk Kiwon.
- Won Seong-jin (né en 1985) 9p. Affilié à la Hanguk Kiwon.
- Song Taekon (송태곤, 宋泰坤, né en 1986) 79p. Affilié à la Hanguk Kiwon.
- Heo Young-ho (né en 1986) 9p. Affilié à la Hanguk Kiwon.
- Ko Geuntae (고근태, 高根台, né en 1987) 8p. Affilié à la Hanguk Kiwon.
- Yun Junsang (né en 1987) 9p. Affilié à la Hanguk Kiwon.
- Kang Dongyun (né en 1989) 9p,

#### Japon
- Akedo Kazumi, né en 1947, 6p. affilié à la Nihon Ki-in
- Kato Masao (加藤正夫, 1947 - 2004) 9p, le maître du style attaquant, surnommé "le tueur", décédé le 30 décembre 2004.
- Ishida Yoshio (石田芳夫, né en 1948) 9p, est le plus jeune vainqueur du tournoi Honinbo et un des plus forts joueurs des années 1970. Commentateur TV. Affilié à la Nihon Ki-in.
- Baba Shigeru (馬場滋, né en 1949) 9p. Affilié à la Nihon Ki-in.
- Miyazawa Goro (宮沢吾朗, né en 1949) 9p. Affilié à la Nihon Ki-in.
- Shūzo Awaji (淡路修三, né en 1949) 9p, célèbre pour son école de Go. Affilié à la Nihon Ki-in.
- Ishida Akira (石田章, né en 1949) 9p. Affilié à la Nihon Ki-in.
- Takemiya Masaki (武宮正樹, né en 1951) 9p, célèbre pour son 'style cosmique', visant l'influence et le territoire au centre plus que dans les coins ou sur les côtés du go-ban. Affilié à la Nihon Ki-in.
- Kobayashi Koichi (小林光一, né en 1952) 9p, troisième détenteur du plus grand nombre de titres au Japon, avec 57 titres. Affilié à la Nihon Ki-in.
- Cho Chikun (조치훈 ; 趙治勳, Cho Chihun en Coréen, né en 1956) 9p, est l'un des meilleurs joueurs de la fin du XXe siècle. En 2002, avec 66 titres à son actif, il a dépassé Sakata Eio comme le joueur japonais le plus titré. Affilié à la Nihon Ki-In.
- Yamashiro Hiroshi (山城宏, né en 1958) 9p. Affilié à la Nihon Ki-In.
- O Rissei (王立誠, né en 1958) 9p, l'un des premiers Taïwanais à devenir professionnel au Japon. Affilié à la Nihon Ki-In.
- Kataoka Satoshi (片岡聡, né en 1958) 9p. Affilié à la Nihon Ki-In.
- Kobayashi Satoru (小林覚, né en 1959) 9p. Affilié à la Nihon Ki-In.
- O Meien (王銘琬, né en 1961) 9p, connu pour ses ouvertures de jeu particulières. Affilié à la Nihon Ki-In.
- Aoki Shinichi (青木紳一, né en 1965) 9p. Affilié à la Nihon Ki-in.
- Yoda Norimoto (依田紀基, né en 1966) 9p, détient les meilleures performances internationales parmi les joueurs japonais. Affilié à la Nihon Ki-In.
- Imamura Toshiya (今村俊也, né en 1966) 9p. Affilié à la Nihon Ki-In.
- Komatsu Hideki (小松英樹, né en 1967) 9p. Affilié à la Nihon Ki-In.
- Aoki Kikuyo (青木, né en 1968) 8p. Affilié à la Nihon Ki-In.
- Mimura Tomoyasu (三村智保, né en 1969) 9p. Affilié à la Nihon Ki-In.
- Morita Michihiro (森田道博, né en 1970) 9p. Affilié à la Nihon Ki-In.
- Yamada Kimio (山田規三生, né en 1972) 9p. Affilié à la Nihon Ki-In.
- Yuki Satoshi (結城聡, né en 1972) 9p, le troisième plus jeune joueur à être devenu professionnel, et deuxième plus jeune de la Kansai Ki-in. Affilié à la Kansai Ki-In.
- Yukari Yoshihara (梅澤由香里, Yukari Umezawa, née 1973) 5p, supervisa les aspects techniques dans le manga Hikaru no Go, et a obtenu le titre de Kisei femmes. Affiliée à la Nihon Ki-In.
- Sakai Hideyuki (坂井秀至, né en 1973) 8p. Connu pour avoir été longtemps amateur avant de devenir professionnel. Affilié à la Kansai Ki-in.
- Nakamura Shin'ya (仲邑信也, né en 1973) 8p. Affilié à la Nihon Ki-in.
- Kato Atsushi (加藤充志, né en 1974) 8p. Affilié à la Nihon Ki-in.
- Chinen Kaori (知念 かおり, né en 1974) 4p, détentrice honoraire du Kisei féminin. Affiliée à la Nihon Ki-in.
- Takao Shinji (高尾紳路, né en 1976) 9p. Affilié à la Nihon Ki-In.
- Hane Naoki (羽根直樹, né en 1976) 9p. Affilié à la Nihon Ki-In.
- Han Zenki (ハンゼンキ, né en 1977) 7p. Affilié à la Nihon Ki-in.
- Mizokami Tomochika (溝上知親, né en 1977) 8p. Affilié à la Nihon Ki-In.
- Yamashita Keigo (山下敬吾, né en 1978) 9p, a une ouverture de jeu spectaculaire et créative qui rappelle le style du shinfuseki. A remporté de nombreux titres au Japon. Affilié à la Nihon Ki-In. Actuel Meijin et Honinbo
- Aoba Kaori (青葉　かおり, née en 1978) 4p. Affilié à la Nihon Ki-in.
- So Yokoku (蘇耀国, né en 1979) 8p. Affilié à la Nihon Ki-in.
- Cho U (張栩, Zhang Xu en chinois, né en 1980 à Taïwan) 9p. Affilié à la Nihon Ki-In.
- Kim Shushun (김수준, 金秀俊, né en 1979) 7p, détenteur du Shinjin-O. Affilié à la Nihon Ki-In.
- Matsumoto Takehisa (松本武久, né en 1980) 6p. Affilié à la Nihon Ki-in.
- Ko Reibun (孔令文, né en 1981) 5p. Affilié à la Nihon Ki-in.
- Kono Rin (河野臨, né en 1981) 8p. Affilié à la Nihon Ki-In.
- Tsuruyama Atsushi (鶴山淳志, né en 1981) 6p. Affilié à la Nihon Ki-in.
- Aoki Kikuyo
- Mannami Kana (万波佳奈, né en 1983) 3p. Affilié à la Nihon Ki-in.
- Seto Taiki (瀬戸大樹, né en 1984) 7p. Affilié à la Kansai Ki-in.
- Anzai Nobuaki (安斎伸彰, né en 1985) 6p. Affilié à la Nihon Ki-in.
- Ko Iso (黄翊祖, né en 1987) 8p. Affilié à la Nihon Ki-In.
- Iyama Yuta (井山裕太, né en 1988) 9p. Il est devenu en 2005 le plus jeune détenteur de titre au Japon, en gagnant la Coupe Agon (titre japonais). Affilié à la Nihon Ki-in.
- Murakawa Daisuke (村川大介, né en 1990) 7p, est le plus jeune professionnel de la Kansai Ki-in. Affilié à la Kansai Ki-in.
- Adashi Toshimasa (安達　利昌, né en 1991), affilié à la Nihon Ki-in.
- Sumire Nakamura (仲邑 菫, née en 2009) 1p, est la plus jeune joueuse à être passée professionnelle.

#### Taïwan
- Zhou Junxun (周中华崇, né en 1980) 9p. Affilié à la Taiwan Qiyuan
- Chen Shien (né en 1985) 9p. Affilié à la Taiwan Qiyuan.

### Europe

#### Allemagne[2]
- Hans Pietsch (1968 - 2003) 6e dan professionnel, a été le premier professionnel allemand. Connu pour développer le go dans le monde, il a été assassiné en 2003, lors d'un vol à main armée. Affilié à la Nihon Ki-In.
- Jürgen Mattern (1944 - 1997), champion d'Europe en 1965, 1966, 1968, 1970, 1972, 1973, 1975, 1979
- Zou Jin 6e dan amateur.
- Zhao Pei 6e dan amateur.
- Franz-Joseph Dickhut 6e dan amateur.
- Benjamin Teuber 6e dan amateur.
- Christoph Gerlach 6e dan amateur.
- Jun Tarumi 6e dan amateur.
- Chen Lei 6e dan amateur.
- Zhang Yi 5e dan amateur.
- Lukas Kramer 5e dan amateur.
- Johannes Obenaus 5e dan amateur.

#### Autriche[3]
- Viktor Lin 5e dan amateur en Autriche.
- Gert Schnider 5e dan amateur en Autriche.
- Manfred Wimmer (1944-1995) Premier professionnel de go européen. Membre de la Kansai Ki-In.

#### Belgique
- Lucas Neirynck (né en 1989) 6e dan amateur.
- Filip Vanderstappen 5e dan amateur.

#### Bosnie-Herzégovine[4]
- Zoran Simeunovic 5e dan amateur en Bosnie.
- Dragan Barisic 5e dan amateur en Bosnie.

#### Danemark[5]
- Kasper Hornbaek 5e dan amateur.

#### Espagne[6]
- Oh Luis 6e dan amateur.
- Mikami Masaru 6e dan amateur.
- Guo Xiao 5e dan amateur.
- Li Yue 5e dan amateur.

#### Finlande[7]
- Antti Tormanen 7e dan amateur. En 2019, il étudie le go au Japon
- Su Yang 6e dan amateur.
- Juri Kuronen 6e dan amateur.
- Juuso Nyyssonen 5e dan amateur.
- Javier-Aleksi Savolainen 5e dan amateur.
- Vesa Laatikainen 5e dan amateur.

#### France[8]
- Benjamin Dréan-Guénaïzia 1er dan professionel. Champion d'Europe 2022. Multiple vainqueur du Championnat de France de go. Multiple vainqueur du Championnat d'Europe par équipe avec la France.
- Tanguy Le Calvé 1er dan professionnel. 1er au tournoi d’Olomouc. Champion d’Europe avec l’équipe de France en 2015. 1er ex æquo au tournoi d’Amsterdam en 2015. Champion de France junior de 2009 à 2013.
- Fan Hui (né en 1981) 2e dan professionnel. Pédagogue officiel de la Fédération française de go
- Dai Junfu 8e dan amateur.
- Wataru Miyakawa 7e dan amateur. Ancien insei. Traducteur du livre le go cosmique de Takemiya Masaki.
- Motoki Noguchi 7e dan amateur. Pédagogue officiel de la Fédération française de go. Champion de France Open.
- Patrick Mérissert-Coffinières. Multiple vainqueur du Championnat de France de go ; vainqueur du Championnat européen de go en 1976.
- André Moussa. Multiple vainqueur du Championnat de France de go.
- Thomas Debarre 6e dan amateur. Multiple vainqueur du Championnat de France de go.
- Pierre Colmez 5e dan amateur. Multiple vainqueur du Championnat de France de go.
- Frédéric Donzet 5e dan amateur. Vainqueur du Championnat de France de go, et de 2 Tournois de Paris.
- Jean-François Séailles 5e dan amateur. Multiple vainqueur du Championnat de France de go.
- Farid Ben Malek 5e dan amateur. Multiple vainqueur du Championnat de France de go.
- Paul Drouot 5e dan amateur.
- Benjamin Papazoglou 5e dan amateur. Ancien champion de France
- Chang Suk-hyun 5e dan amateur.
- David Wu 5e dan amateur.
- Vincent Xu 5e dan amateur.
- Bernard Helmstetter 5e dan amateur. Ancien champion de France
- Weidong Xie 5e dan amateur.
- Thomas Hubert 5e dan amateur.
- Pierre Audouard 5e dan amateur. Ancien champion de France.
- Antoine Fenech 5e dan amateur. Ancien vainqueur du Championnat européen junior de go.
- Jean Michel 5e dan amateur. Ancien champion de France.
- Pierre Aroutcheff 3e dan. Professeur professionnel de go.

#### Hongrie[9]
- Csaba Mérő (né en 1979) 6e dan amateur en Hongrie.
- Pal Balogh (né en 1985) 6e dan amateur en Hongrie.

#### Luxembourg
- Laurent Heiser 6e dan amateur.

#### Pays-Bas[10]
- Guo Juan, ancienne professionnelle chinoise, championne d'Europe en 1994, 1995, 1996, 1997.
- Rob Van Zeijst 7e dan amateur, champion d'Europe en 1981, 1990, 1993.
- Ronald Schlemper 7e dan amateur, champion d'Europe en 1982, 1985, 1986.
- Merlijn Kuin 6e dan amateur.
- Frank Janssen 6e dan amateur.
- Peter Brouwer 6e dan amateur.
- Gilles Van Eerden 6e dan amateur.
- Geert Groenen 6e dan amateur.
- Michiel Eijkhout 6e dan amateur.
- Emil Nijhuis 6e dan amateur.
- Max Rebattu 5e dan amateur, multiple champion de bridge des Pays-Bas, il fut par ailleurs champion national de go sans interruption entre 1963 et 1976, et vice-champion d'Europe en 1965, 1972 et 1978.
- Filip Vanderstappen 5e dan amateur.
- Alexander Eerbeek 5e dan amateur.
- Robert Rehm 5e dan amateur.
- Rudi Verhagen 5e dan amateur.

#### Pologne[11]
- Janusz Kraszek, champion d'Europe en 1983
- Mateusz Surma 2e dan professionnel.
- Leszek Soldan 5e dan amateur.

#### Roumanie[12]
- Catalin Taranu (タラヌ・カタリン, né en  1973) 5e dan professionnel, est le premier joueur roumain à être devenu professionnel. Affilié à la Nihon Ki-In.
- Cristian Pop 7e dan amateur roumain. A étudié le go au Japon.
- Cornel Burzo (né en 1980) 6e dan amateur roumain.
- Dragoş Băjenaru (né en 1980) 6e dan amateur roumain.
- Ion Florescu 6e dan amateur roumain. Président actuel de la Fédération roumaine de go.
- Lucian Deaconu 5e dan amateur roumain.
- Mihai Serban 5e dan amateur roumain. Ancien vainqueur du Championnat européen junior de go
- Lucian Corlan 5e dan amateur roumain.
- Mihai Bisca 5e dan amateur roumain.
- Luretiu Carlota 5e dan amateur roumain.
- Daniel Cioata 5e dan amateur roumain.
- Andrian Ghioc 5e dan amateur roumain.
- Constatin Ghioc 5e dan amateur roumain.
- Bela Nagy 5e dan amateur roumain.

#### Russie[13]
- Alexandre Dinerchtein (né en 1980) 3p, est le premier joueur russe à être devenu professionnel. Affilié à la Hanguk Kiwon, champion d'Europe en 1999, 2000, 2002, 2003, 2004, 2005, 2009
- Ilya Shikshin (né en 1990) 4p professionnel, champion d'Europe en 2007, 2010, 2011 et 2016
- Sveltana Shikshina joueuse professionnelle affiliée à la Hanguk Kiwon, championne d'Europe en 2006
- Anton Zatonskikh 7e dan amateur.
- Dimitrij Surin 6e dan amateur.
- Oleg Mezhov 6e dan amateur.
- Ruslan Dimitriev 6e dan amateur.
- Timur Sankin 6e dan amateur.
- Alexej Lazarev 6e dan amateur.

#### Serbie[14]
- Dusan Mitic 6e dan amateur.
- Nikola Mitic 5e dan amateur.

#### Suisse[15]
- Hwang In-seong 8e dan amateur.
- Cho Seok-Bin 7e dan amateur.
- Li Dongfang 6e dan amateur.

#### République tchèque[16]
- Ondrej Silt 6e dan amateur.
- Jan Simara 6e dan amateur, vainqueur du Championnat européen de go en 2012.
- Jan Hora 6e dan amateur.
- Jan Prokop 6e dan amateur.
- Lukas Podpera 5e dan amateur, Champion 2012 du Championnat européen junior de go catégorie des moins de 20 ans.
- Vladimir Danek 5e dan amateur.
- Radek Nechanicky 5e dan amateur.

#### Ukraine[17]
- Artem Katchanovskyï, 2e dan professionnel.
- Andrii Kravets, 1er dan professionnel.
- Dmytro Bohatskyi, 6e dan amateur.

### Amériques

#### États-Unis
- Mingjiu Jiang (江鳴久, né en 1957) 7p. Affilié à l'American Go Association.
- Michael Redmond (マイケル・レドモンド, né en 1963) 9p, est le premier joueur non asiatique (américain) à atteindre le rang de 9e dan. Commentateur TV pour l'émission de go de la NHK, télévision japonaise. Affilié à la Nihon Ki-In.
- Janice Kim (née en 1969) 3p. Affilié à la Hanguk Kiwon.
- Jie Li (né en 1981) 9d. Joueur amateur de l'American Go Association.